# Гавань в цвету
«Гавань в цвету»; (яп. 花咲く港 хана саку минато); другое русское название — «Порт в цветах» — японский чёрно-белый фильм-драма с элементами сатирической комедии, поставленный в кинокомпании «Сётику» в 1943 году. Дебютная работа режиссёра Кэйсукэ Киноситы, за которую он был удостоен премии им. Садао Яманаки, присуждаемой лучшим режиссёрам-дебютантам . Сценарий Ёсиро Цудзи основан на истории Кадзуо Кикуты. История двух мошенников, организующих на маленьком заброшенном островке фиктивную судостроительную фирму и встретивших простодушных и чистосердечных островитян, искренне желающих трудиться, была рассказана с лирической иронией, с поэтическим сочувствием к простым людям.  

## Сюжет
Жизнь в сонном маленьком портовом городке, расположенном на таком же маленьком островке, станет намного более интересной после того, как староста поселения получит две телеграммы, которые якобы были от одного человека, но отправлены из разных мест и с разницей в один день. Человек, о котором идёт речь, заявляет, что зовут его Кэнскэ Ватасэ и он является сыном бизнесмена, жившего в этой деревне несколько лет назад, но с тех пор он умер и скорбящий сынок жаждет увидеть маленькую деревню, которую, по-видимому, так сильно любил отец. Господин Ватасэ действительно за много лет до этого начал основывать на острове судостроительный бизнес, но в годы Великой депрессии дело рухнуло, и бизнесмен уехал из этих мест, хотя женщина, которая управляет местной гостиницей, любила его и некоторое время следовала за ним. 
Мини-делегация из местной знати встречают гостя на пристани и доставляют в гостиницу, после чего собравшихся ожидает сюрприз, который их шокирует. В гостиницу приезжает ещё один постоялец, заявивший, что он… как оказывается тоже Кэнскэ Ватасэ, сын судостроителя. Молодой человек недоволен, что его не встретили как желанного гостя, ведь он же телеграфировал о своём приезде. Достаточно сказать, что ни один из этих двух новоявленных гостей не являются тем лицом, за которого они себя выдают, ибо это двое мошенников, приехавших на остров с целью опустошить кошельки доверчивых островитян. Столкнувшись лицом друг с другом, они, сымпровизировав, представляются… двумя сыновьями судостроителя, то есть братьями. 
Объявив, что они хотят в память о своём отце, осуществить его планы, «братья» выразили о готовности к возобновлению строительства верфи, и продали жителям акции будущего предприятия. Но молодых людей соблазняет спокойная жизнь, и их начинает мучить совесть. Странно неспособные сбежать с деньгами, они начинают строительство лодки. Буря угрожает разрушить их работу, а затем внезапно объявляется война, и готовая лодка приобретает новое значение. Американская подводная лодка тонет в столкновении с местной рыбацкой лодкой, после чего мошенники обращаются к местному полицейскому с повинной.

## В ролях
Я до сих пор не могу забыть то ощущение свежего прохладного ветерка, которое исходило от фильма «Гавань в цвету». Казалось, что в гнетущем мраке режима Тодзио вдруг появился просвет глубокого неба. Киносита должен был сказать своим фильмом: «Стройте суда, стройте суда! Построив суда, мы уничтожим Америку и Англию!» Однако он не сделал этого. Он нарисовал комичную историю, которая произошла на маленьком островке где-то в районе Кюсю, когда к его простодушным и беззаботным жителям пришли два мошенника решивших поднажиться на войне. Тема фильма — увеличение производства для войны как-то незаметно оказалась подмененной другой темой — верой в человечность. Мошенники создают на острове судостроительную компанию. Они собирают деньги у жителей, чтобы потом улизнуть с ними. Но незаметно душевная красота обитателей острова покоряет этих мошенников, они начинают жить интересами островитян и уже вполне серьёзно строят судно. В человеке заключено добро, и в конце концов оно пробуждается.
- Эйтаро Одзава — Сюдзо Ноногасэ
- Кэн Уэхара — Томэкити Кацумата
- Мицуко Мито — Охару
- Тисю Рю — Нобадама
- Эйдзиро Тоно — Хаясида, хозяин рыболовецкой артели
- Такэси Сакамото — Окуда, староста деревни
- Тиэко Хигасияма — Окано, владелица гостиницы
- Ёскэ Хандзава — Рёдзи Хираю, помощник старосты
- Сатико Мурасэ — Оюки, вдова судостроителя Ватасэ
- Фусако Маки — Сэцуё
- Кандзи Кавахара — Кэсадзи
- Эйноскэ Нака — полицейский
- Сиро Оосака — Эйкити
- Морихико Кэдзука — инженер
- Тосио Симамура — дворник

## Премьера
- — национальная премьера фильма состоялась 29 июля 1943 года[5].

## Награды и номинации
- премия им. Садао Яманаки, присуждаемая лучшему режиссёру-дебютанту (ex aequo: Акира Куросава за фильм «Гений дзюдо»)[4].

## Комментарии
1. ↑  Русское название «Гавань в цвету» распространено в советском киноведении, в том числе в «Кинословаре» 1986 года издания (стр. 194, 555), в русском переводе книги Акиры Ивасаки «Современное японское кино» (стр. 364-365), в энциклопедическом издании «Режиссёрская энциклопедия: Кино Азии, Африки, Австралии, Латинской Америки», М., 2001 (стр. 55) и др. изданиях; русское название «Порт в цветах» происходит от английского названия фильма в международном прокате: англ. Port of Flowers, под этим названием фильм распространён в сети с русским переводом на торрент-трекерах и сайтах онлайн-просмотров.